# 傑赫拉省
傑赫拉省（阿拉伯语：‎）是科威特的一個省，位於該國西北部，北界伊拉克，南鄰沙烏地阿拉伯，最大島布比延島位於本省東北部。面積11,230平方公里。2007年年底人口412,053人。首府傑赫拉。下分3區。